# Ford Fusion (América)
El Ford Fusion es un automóvil de turismo estadounidense del segmento D fabricado y comercializado por Ford. Presentado como modelo 2006, se han producido dos generaciones del Fusion en variantes a gasolina, híbrido gasolina/eléctrico e híbrido gasolina/eléctrico enchufable. El Fusion se fabrica en la Planta de Estampado y Ensamble de Hermosillo en Sonora, México junto con la variante bajo licencia, el Lincoln MKZ y anteriormente el Mercury Milan, ambos comparten la plataforma CD3 en la primera generación y la CD4 en la segunda.
 El Fusion reemplazó al Mondeo para los mercados latinoaméricanos con excepción de Argentina, donde se comercializa el Mondeo europeo y en los Estados Unidos y Canadá (donde sucedió a los medianos Taurus y al compacto Contour). El Fusion se posiciona entre el compacto Ford Focus y el Ford Taurus.
La alineación de la segunda generación incluía una opción con motor a gasolina, una opción como el motor EcoBoost de Ford, un híbrido de siguiente generación, una versión como vehículo híbrido eléctrico enchufable, el Ford Fusion Energi, lo que convirtió al Ford Fusion en el primer sedán de producción ofrecido con estas cuatro opciones. Las ventas de las versiones a gasolina e híbridas comenzaron en octubre de 2012 como modelo 2013 en Estados Unidos. La alineación completa del Ford Fusion 2013 ganó el Green Car of the Year 2013 en el Salón del Automóvil de Los Ángeles de 2012.
En abril de 2018 Ford anunció que descontinuaría el Fusion, así como el Fiesta y el Taurus, en víspera del giro de la industria de vehículos de pasajeros hacia crossovers, SUVs y pickups. Mencionando además que:

“Debido a una demanda por parte de los clientes y una rentabilidad del producto decrecientes, la compañía no invertirá en las próximas generaciones de los sedanes tradicionales de Ford en América del Norte.”

## Primera generación (2006-2012)
Construido sobre la misma plataforma del Mazda 6 de primera generación, el Mazda CX-9 y el Ford Edge. Es el primer modelo de la gama americana de Ford en incorporar las tres barras cromadas en la parrilla, que se observaron por primera vez en un carro concepto con tracción trasera y propulsado por un V10 llamado Ford 427, revelado en el Salón del Automóvil de Detroit de 2003.
El Fusion también se vendió bajo las marcas Mercury y Lincoln, que se distinguen por su aspecto y equipamiento. El Mercury se llama Milan y reemplaza al Mercury Sable, mientras que el Lincoln se llamó Zephyr en su lanzamiento y MKZ desde fines de 2006. El MKZ reemplaza al Lincoln LS, y es el primer Lincoln de la gama actual en llevar un nombre comenzando por MK.
Los dos motores del Fusion y el Milan son gasolina: un cuatro cilindros en línea de 2,3 litros de cilindrada y 162 CV de potencia máxima, y un seis cilindros en V de 3 y 3,7 litros de cilindrada y 224 y 260  CV. El primero se vende con caja de cambios manual o automática de cinco marchas, y el segundo con una caja automática de seis marchas; únicamente el 3 litros se vende con tracción a las cuatro ruedas. El Zephyr se vendía con el V6 de 3 litros y tracción delantera, mientras que el MKZ se vende con un V6 de 3,5 litros y 240 CV y con ambos tipos de tracción, la versión de 3,7 litros de vendió en Sudamérica y Norteamérica durante el año 2008.
En 2009 fue lanzado en el mercado norteamericano el modelo híbrido denominado Ford Fusion Hybrid.

### Rediseño de 2009
Para el modelo 2009 se rediseñaron las fascias delantera y trasera y se actualizaron los interiores y el tren motriz, a la par que los del Lincoln MKZ y el Mercury Milan. Las opciones del tren de potencia son similares aquellas que debutaron en el Ford Escape 2009, incluyendo las nuevas series de motor V6 2.5 L I4 and 3.0 L PIP Duratec acopladas a la nueva transmisión de seis velocidades 6F35 de Ford. El 3.0 L Duratec provee 240 hp con capacidad de combustible E85, mientras que el I4 provee 175 hp. El 3.5 L Duratec 35 produce 263 hp y venía estándar en el Fusion Sport. Los motores V6 I4 y el 3.0 L incluyeron regulación de picado del motor y corte de desaceleración de combustible agresiva para mejorar la economía de combustible. Entre los cambios al interior se incluyeron un nuevo sistema de control de navegación con una pantalla de 8 pulgadas, un nuevo diseño de la consola central y la nueva firma de iluminación de Ford "Ice Blue" para los controles y las perillas que compartió con el Ford Focus y el Ford F-150.

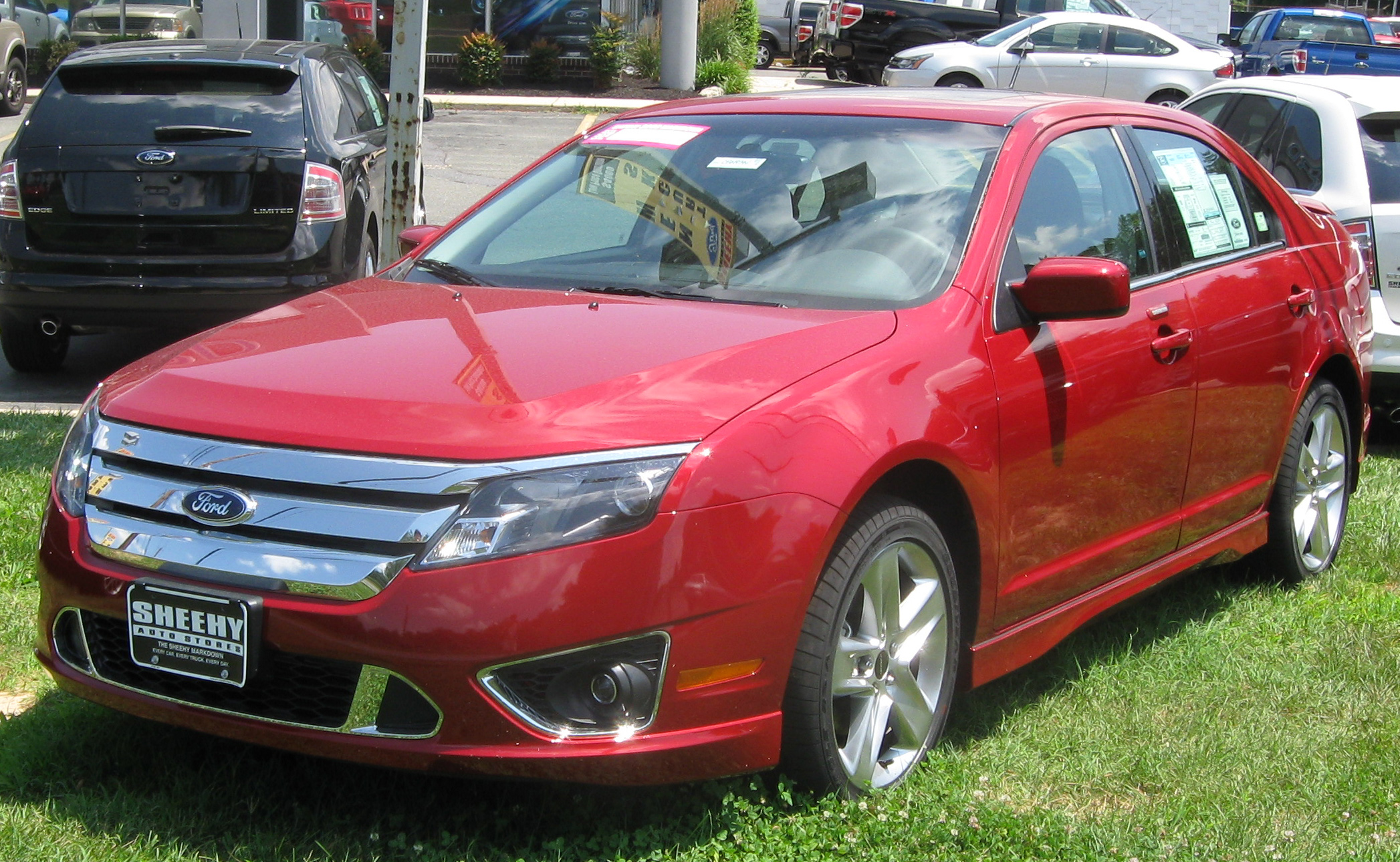
Ford Fusion rediseño 2009 - 2012
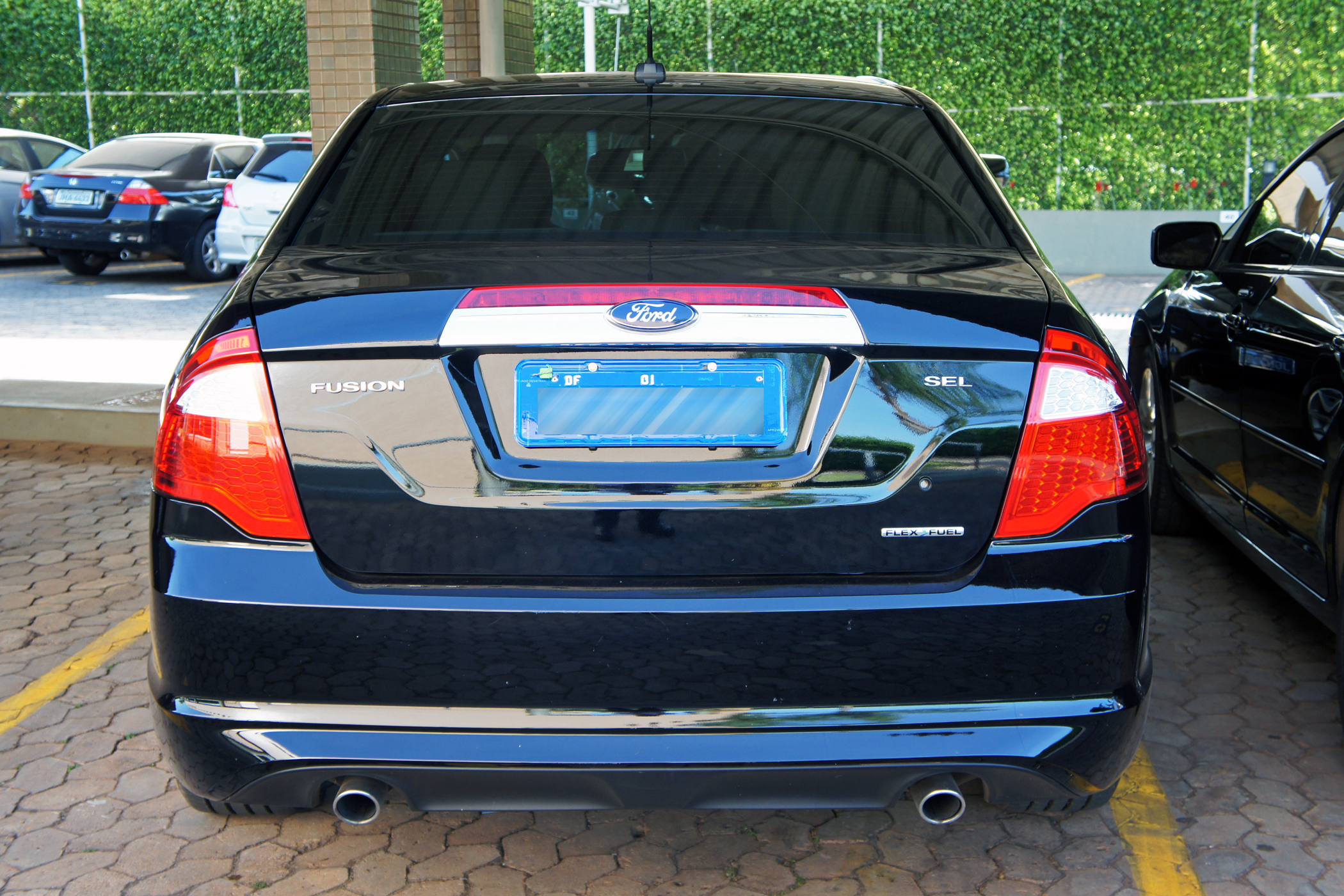
Ford Fusion rediseño, vista posterior 2009 - 2012

## Segunda generación (2012-2018)

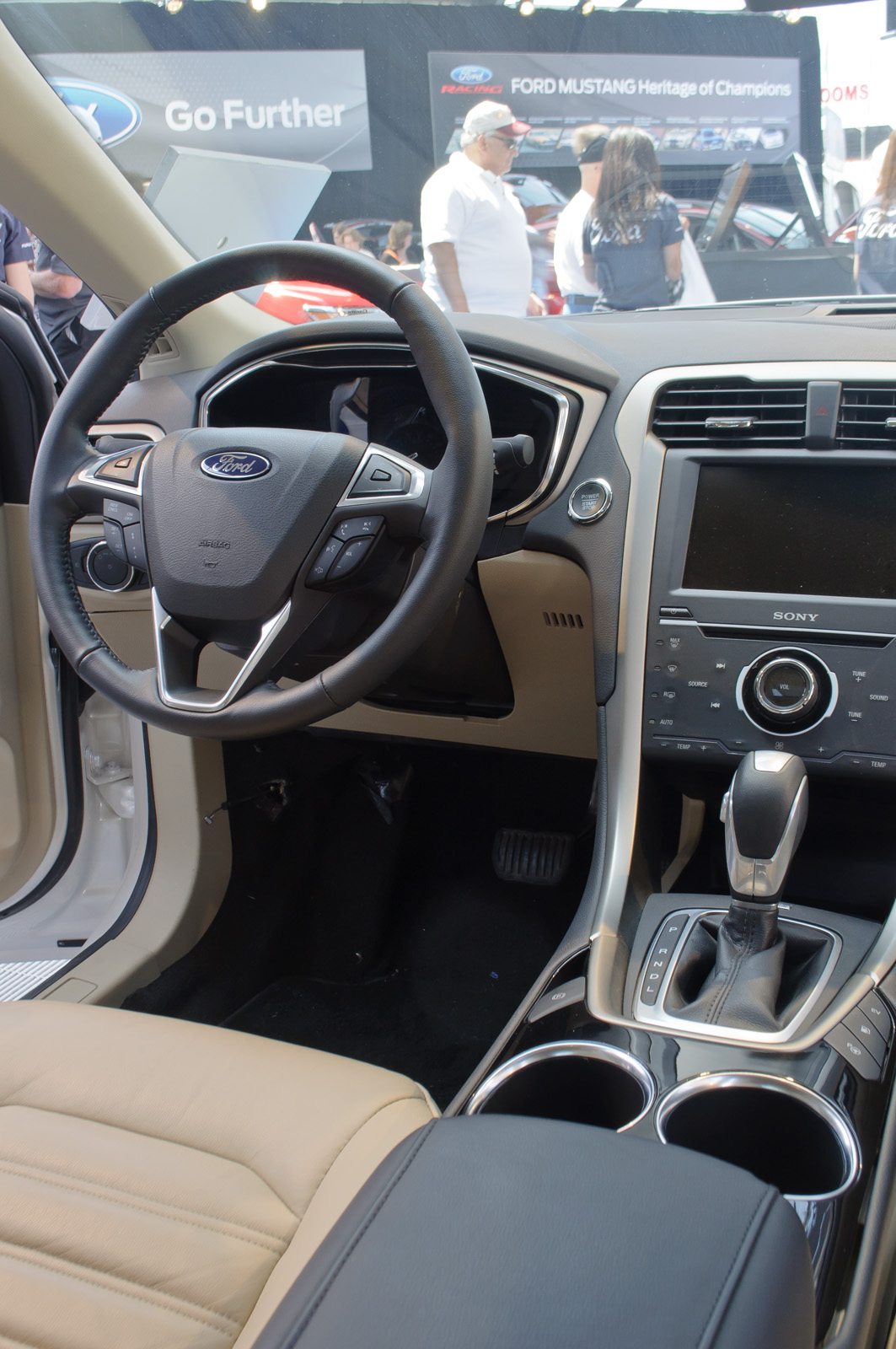
Interior del Ford Fusion Energi

La segunda generación del Fusion fue revelada en el Salón del Automóvil Internacional de Norteamérica de 2012 como modelo 2013. El Fusion rediseñado está construido sobre la plataforma CD4 de Ford y es práctimente idéntico al Ford Mondeo, debido a la estrategia global de convergencia "One-Ford", que comenzó en la producción del Focus y después en la del Fiesta, que también llegaron a Norteamérica en 2012.
Como proyecto de One-Ford, se le encargó a Chris Hamilton, líder del equipo de diseño avanzado de Ford Europe, ser diseñador líder con base en Detroit, bajo la guía del jefe diseñador exterior de Ford/Lincoln, con apoyo al diseño comandado desde los estudios de Ford Europe en Alemania y en el Reino Unido. Las pruebas y el desarrollo de las versiones locales se llevó a cabo tanto en América del Norte como en Europa, lo que resultó en diferentes elecciones de motorizaciones, cajas automáticas, configuraciones de suspensión y llantas.
Como la generación anterior del Fusion, el ensamble final se lleva a cabo en la Hermosillo Stamping & Assembly, Sonora, México. Debido a las fuertes ventas del modelo 2013 rediseñado, se añadió capacidad adicional en la planta Flat Rock Assembly, en Míchigan. La versión híbrida y el híbrido enchufable Fusion Energi continuaron siendo ensamblados en México. La planta de ensamble mexicana ganó el preciado MIT, el reconocimiento a la mejor planta automotriz del mundo. En Europa y en otros mercados, la oferta de motorizaciones es similar, pero el 2.5 solo se ofrece en América del Norte. En algunos mercados internacionales, se ofrece un EcoBoost de tres cilindros y 1.0 L.
La segunda generación del Fusion se construyó con una distancia entre ejes 122 mm más larga que la del modelo anterior en la plataforma CD3, es 28 mm más grande, 18 mm más ancha y 31 mm más alta. En contraste con la suspensión de doble horquilla de la primera generación del Fusion, enfrente tiene una suspensión MacPherson, y atrás tiene una suspensión multi-enlace. A pesar de las dimensiones exteriores más grandes, algunos aspectos se encogieron, entre ellos la cajuela, que bajó ligeramente de capacidad hasta los 467 a 453 litros.
El Fusion 2013 estuvo disponible en versiones S, SE y Titanium. Ford ensambló cinco diferentes trenes de propulsión para la segunda generación, incluyendo dos variantes híbridas. Todos los motores disponibles son ofertas de cuatro cilindros, abandonando la opción de motor 3.0 L V6 del modelo anterior, esto como parte del esfuerzo de Ford por retirar el veterano Duratec 30, así como la opción del paquete deportivo Sport, el 3.5 L V6. En la actualización de 2017, regresó el modelo Sport, potenciado por un motor 2.7 L turbocargado V6.
Esta segunda generación presentó varias tecnología de asistencia de conducción basadas en sensores, cámaras y radar. Algunas de las asistencias de seguridad incluyen sistema de alerta de mantenimiento de carril, ajuste de velocidad del vehículo a condiciones de tráfico cambiante con control crucero adaptativo con advertencia de colisión frontal; asistente de aparcamiento activo en conjunto con cámara de reversa y sistema de información de punto ciego con alerta de tráfico cruzado, que consiste en sensores colocados en los paneles traseros que son capaces de detectar el tráfico en el punto ciego del conductor y entregar una advertencia visual y auditiva si se detecta tráfico invisible para el conductor. Esta tecnología permite las alertas de tráfico cruzado trasero, ayudando al conductor a salir de un espacio de estacionamiento cuando la visibilidad está obstruida. Otras asistencias de seguridad son el Ford Sync, cinturones de seguridad inflables en la segunda fila, auto Start-Stop, aceleración asistida con potencia eléctrica y tracción integral inteligente.
La mejora principal en el modelo 2014 fue la nueva opción de un motor 1.5 litros, cuatro cilindros.

### Híbrido
La nueva alineación del 2013 también incluyó una versión híbrida de nueva generación y una versión híbrida enchufable, el Ford Fusion Energi. El Ford Fusion se convirtió en el primer sedán de producción en ofrecer estas opciones. Las ventas de las versiones a gasolina e híbrida comenzaron en octubre de 2012 en Estados Unidos. Las ventas en Europa y Asia, como Ford Mondeo comenzaron en 2013. Las entregas del Fusion Energi comenzaron en febrero de 2013 en E.U.A. Las ventas de la alineación del Mondeo incluyendo su modelo híbrido comenzaron en agosto de 2014 en Alemania.
Para el Fusion Híbrido de segunda generación, las batería de níquel-metal hidruro utilizadas en la primera generación híbrida fueron reemplazadas con baterías de ion de litio.  El modelo 2013 tenía una mayor eficiencia de combustible que su predecesor, obteniendo una calificación de la Agencia de Protección Ambiental (EPA) de 5.0 L/100 km (20 km/l) con la misma calificación para los ciclos combinados/ciudad/autopista. Esta calificación también es la misma que Ford alcanzó con el Ford C-Max Híbrido de 2013, pues ambos comparten los mismos motores y trenes motrices. Estas calificaciones le permitieron al Fusion Híbrido 2013 superar al Toyota Camry Híbrido 2012 LE por 0.5 l/100 km en ciudad y por 1 l/100 km en carretera, y volverse el sedán híbrido de tamaño mediano más eficiente e Estados Unidos en septiembre de 2012. El Duratec 2.5 y EcoBoost 1.5, 1.6 y 2.0 vienen de Chihuahua, México; Craiova, Rumania; Bridgend, Gales; y Valencia, España, respectivamente. Las transmisiones automáticas 6F y HF35 vienen de la planta de transmisiones Van Dyke de Ford en Sterling Heights, Míchigan, mientras que la manual B6 se produce en la fábrica GETRAG FORD Transmissions GmbH en Halewood, Reino Unido.

### Rediseño de 2017

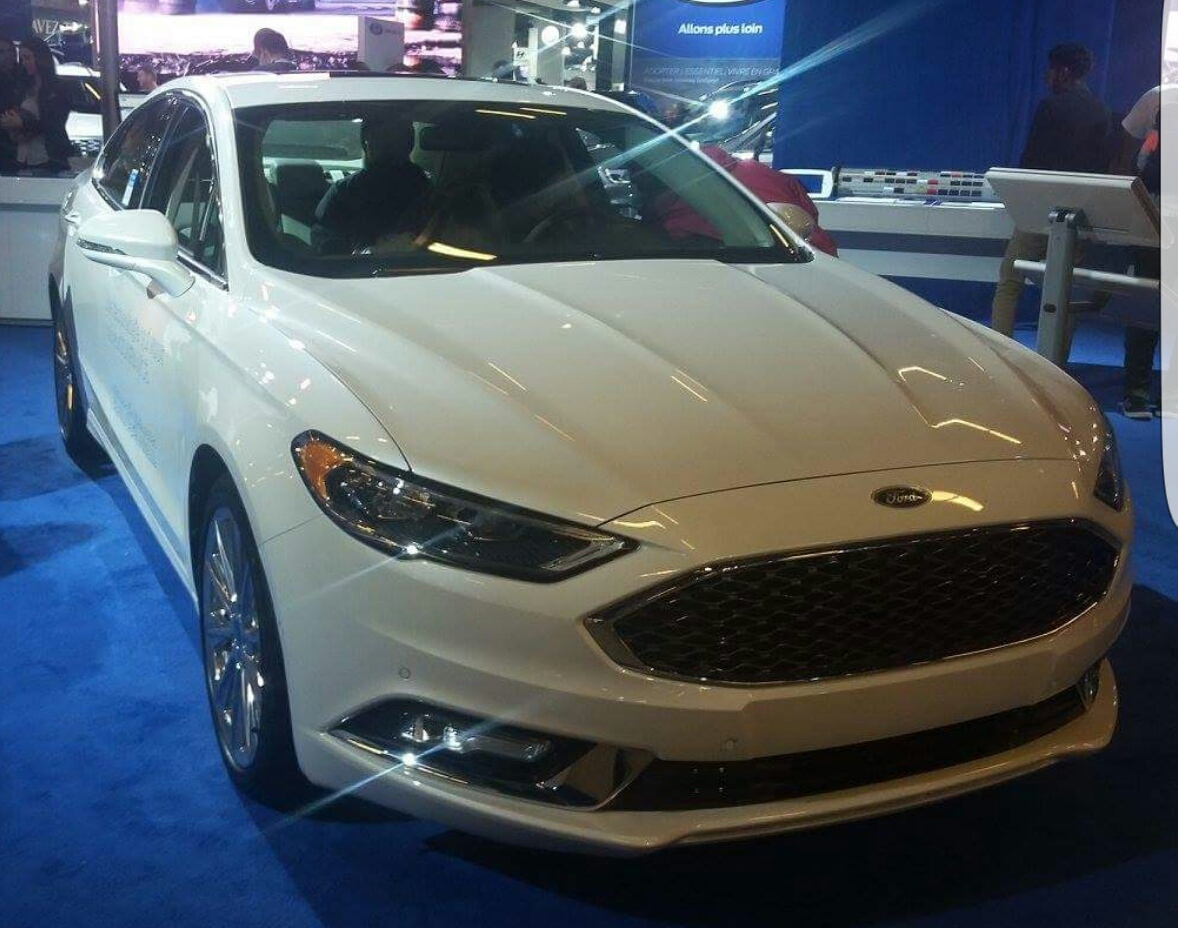
Facelift de 2017

Ford actualizó el Fusion para el modelo del año 2017. La versión rediseñada fue mostrada por primera vez en el Salón del Automóvil Internacional de Norteamérica de 2016 el 11 de enero de 2016.
Todos los Fusion recibieron nuevos paquetes de equipamiento, nuevo estilo en las fascias frontales y traseras, nueva transmisión automática controlada por giro y dos nuevas versiones del Fusion potenciado por gasolina: La Sport de alto desempeño, que marcó la primera vez que un motor V6 se instaló en la segunda generación, y la Platinum, que añadió más opciones de lujo sobre la anterior tope de gama, Titanium (la Platinum también está disponible para los modelos Fusion Hybrid y Fusion Energi). Otra novedad para el modelo 2017 fue el nuevo sistema de info-entretenimiento SYNC 3 de Ford con compatibilidad Android Auto y Apple CarPlay, que reemplaza el sistema MyFord Touch que se ofrecía en el Fusion 2016.

## Automovilismo y prototipos
En la temporada 2006 de la Copa NASCAR, los automóviles de Ford pasaron a tener una carrocería similar a la del Fusion. El Fusion de segunda generación se adoptó en la temporada 2013. Su únicos logros en forma de campeonatos llegaron en 2018, donde Ford consiguió el título de constructores y el de pilotos gracias a la victoria de Joey Logano, piloto de Team Penske.
Un prototipo llamado "Fusion Hydrogen 999" ostenta el récord mundial de velocidad en tierra con propulsión de celda de combustible, al alcanzar los 333,541 km/h (207,297 mph).